# Asaracus megacephalus
Asaracus megacephalus là một loài nhện trong họ Salticidae.
Loài này thuộc chi Asaracus. Asaracus megacephalus được Carl Ludwig Koch miêu tả năm 1846.